# Michael McCue
Michael McCue (* 19. März 1993 in Greater Sudbury) ist ein ehemaliger kanadischer Squashspieler.

## Karriere
Michael McCue begann seine Karriere im Jahr 2010 und gewann zwei Titel auf der PSA World Tour. Seine höchste Platzierung in der Weltrangliste erreichte er mit Rang 79 im März 2020. Mit der kanadischen Nationalmannschaft nahm er 2017 und 2019 an der Weltmeisterschaft teil. Im selben Jahr erreichte er das Finale bei den kanadischen Meisterschaften. Sein letztes Turnier auf der World Tour bestritt er im Oktober 2023.

## Erfolge
- Gewonnene PSA-Titel: 2
- Kanadischer Vizemeister: 2017